# Ketchikan
Ketchikan (en anglais [ˈkɛtʃᵻkæn]) est une ville de l'État de l'Alaska, aux États-Unis, siège du borough de Ketchikan Gateway. Ketchikan constitue le carrefour principal de la moitié sud de l'Alaska du Sud-Est.

## Géographie
Ketchikan se situe sur le côté sud-ouest de l'île Revillagigedo, dans l'archipel Alexandre. Elle s'oriente le long du goulet Tongass (Tongass Narrows) qui fait partie du Passage Intérieur. Elle est la ville de l'Alaska la plus proche des États-Unis contigus

## Politique et administration
Ketchikan est le siège du borough de Ketchikan Gateway.
La ville est dirigée par un conseil comprenant le maire et sept conseillers, élus pour un mandat de trois ans.

## Démographie
Avec plus de 13 000 habitants dans le borough lors du recensement de 2010, la ville est la quatrième plus peuplée de l'Alaska. Elle constitue donc également la deuxième ville la plus peuplée de l'Alaska du Sud-Est et la ville la plus peuplée de l'Archipel Alexandre, puisque la ville de Juneau se situe sur le continent.
| Groupe                           | Ketchikan | Alaska | États-Unis |
| -------------------------------- | --------- | ------ | ---------- |
| Blancs                           | 60,7      | 66,7   | 72,4       |
| Autochtones d'Alaska             | 16,7      | 14,8   | 0,9        |
| Asiatiques                       | 10,8      | 5,4    | 4,8        |
| Métis                            | 10,0      | 7,3    | 2,9        |
| Afro-Américains                  | 0,8       | 3,3    | 12,6       |
| Autres                           | 0,7       | 1,6    | 6,2        |
| Océaniens                        | 0,3       | 1,1    | 0,2        |
| Total                            | 100       | 100    | 100        |
|                                  |           |        |            |
| Hispaniques et Latino-Américains | 4,4       | 5,5    | 16,7       |

| 1890 | 1900 | 1910  | 1920  | 1930  | 1940  | 1950  | 1960  |
| ---- | ---- | ----- | ----- | ----- | ----- | ----- | ----- |
| 40   | 459  | 1 613 | 2 458 | 3 796 | 4 695 | 5 305 | 6 483 |

| 1970  | 1980  | 1990  | 2000  | 2010  | - | - | - |
| ----- | ----- | ----- | ----- | ----- | - | - | - |
| 6 994 | 7 198 | 8 263 | 7 922 | 8 050 | - | - | - |

## Jumelages

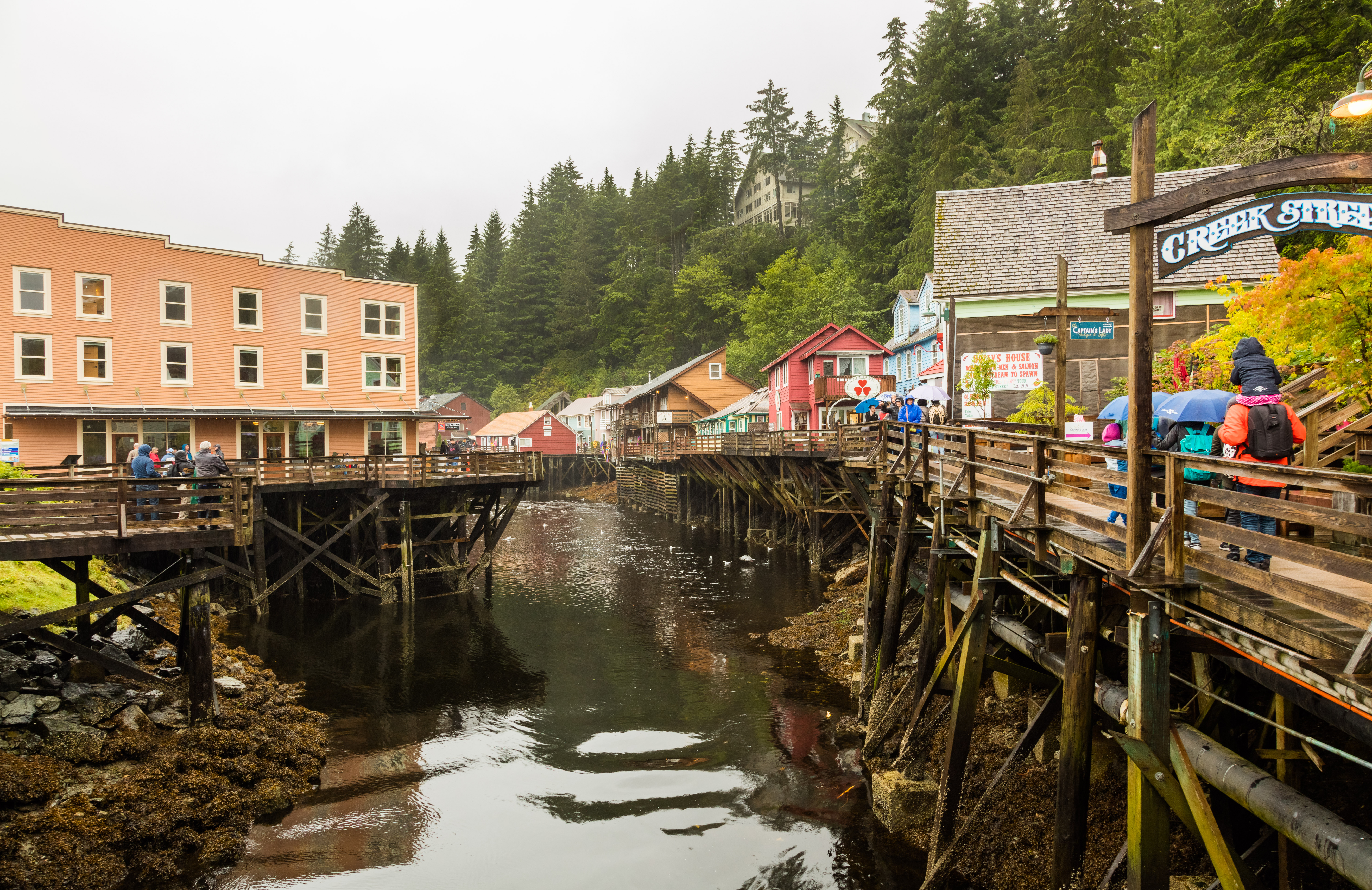
Rue historique Creek

- Gero (Japon) établi en 1986, par des échanges de professeurs et d'étudiants, avec la ville de Kanayama, qui est intégré dans la nouvelle ville de Gero en 2004.

## Presse
Le Ketchikan Daily News est le seul quotidien local.

## Économie

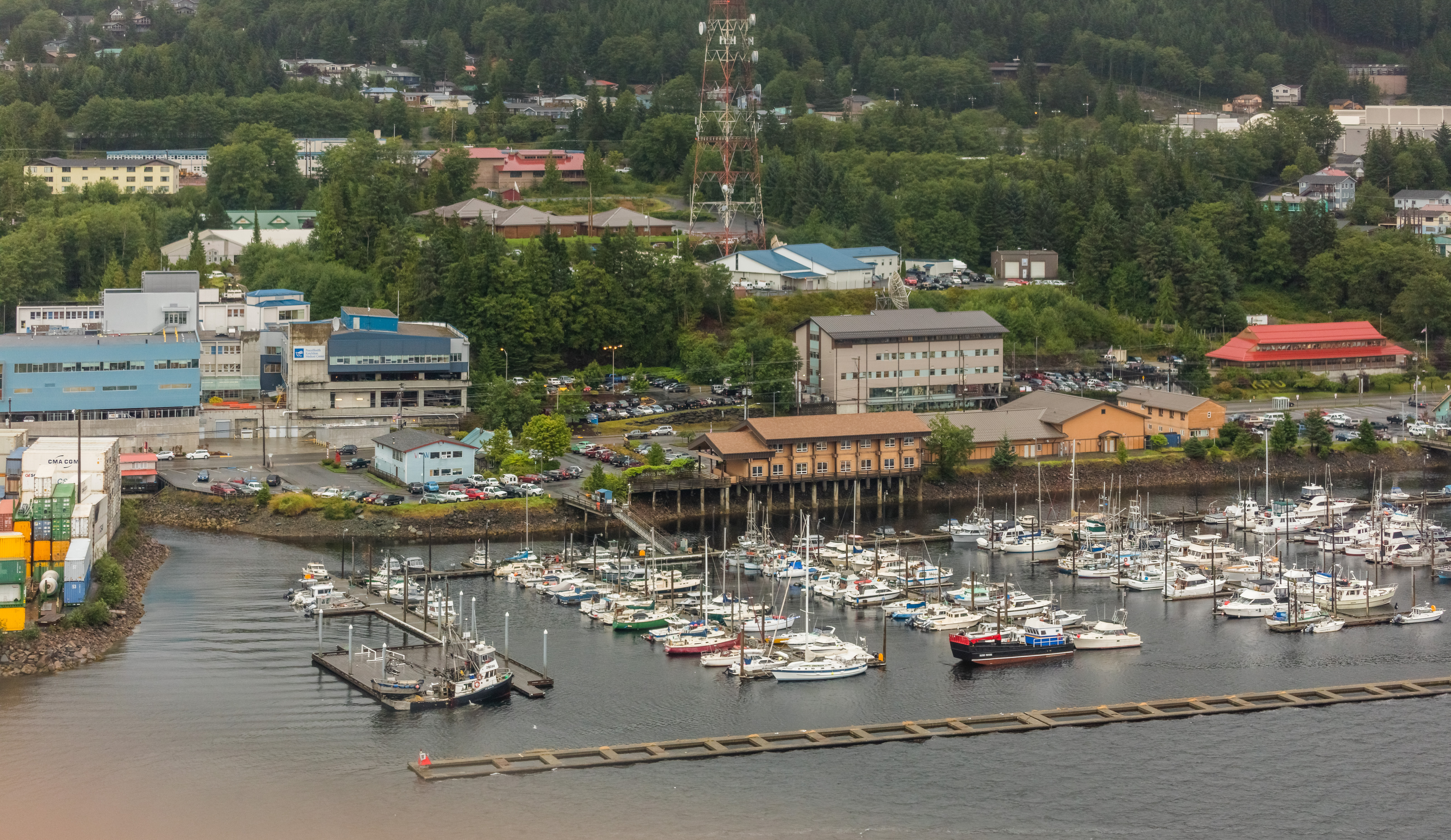
Port de Ketchikan

Ketchikan, appelé « la capitale saumon du monde » possède une histoire longue de la pêche. Ensuite, la ville et sa région ont aussi développé une industrie importante du bois et une usine de pâte à papier. Les paquebots de croisière amènent chaque année plus de 800 000 passagers dans le centre de Ketchikan[réf. souhaitée]. Le tourisme est la première source de revenus de la ville depuis la fermeture de l'usine de pâte à papier en 1997.
La ville est desservie par l'Aéroport international de Ketchikan.

## Culture et patrimoine

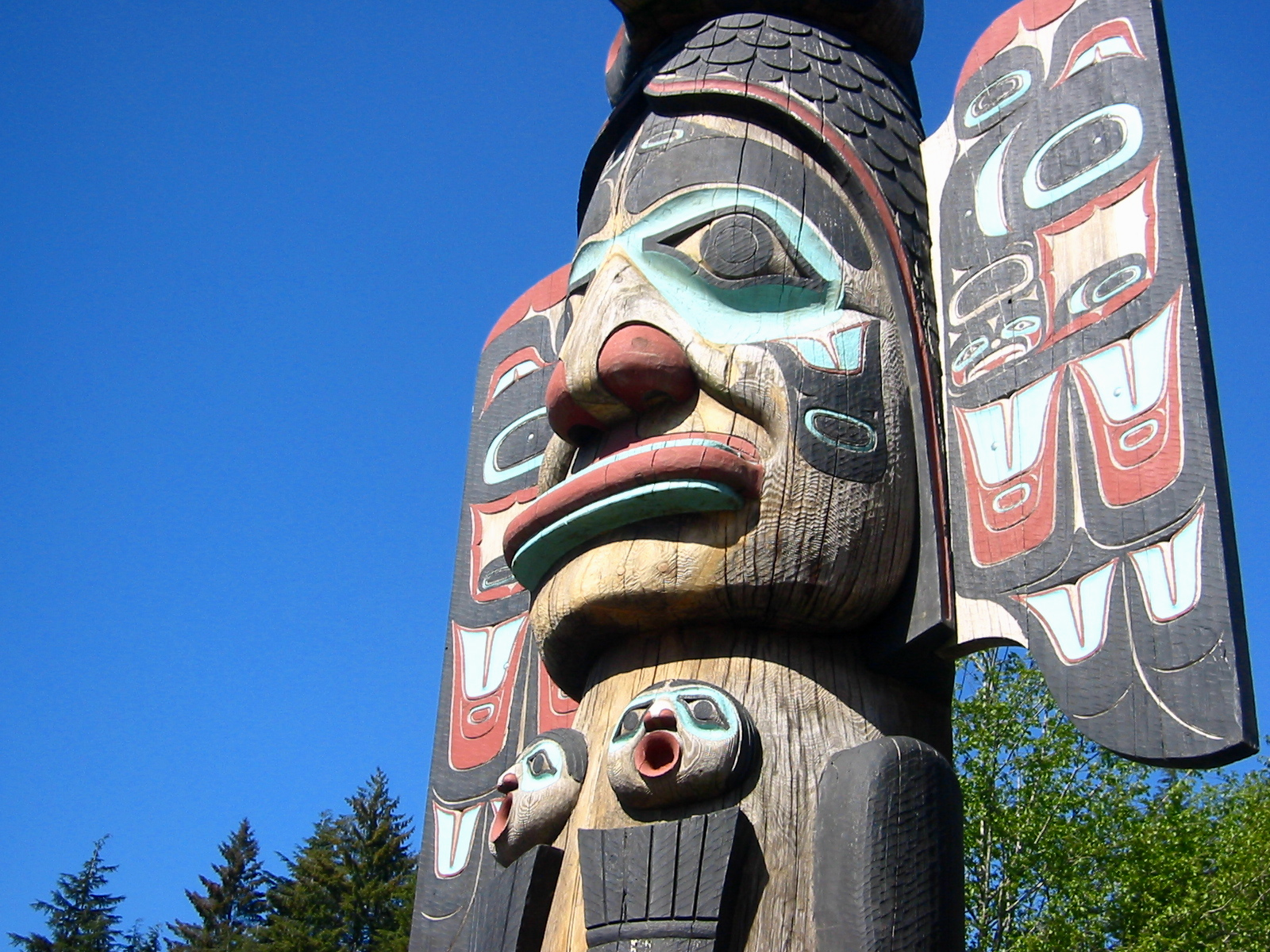
Poteau de totem

La région de Ketchikan fait partie du territoire des Tlingits, la nation autochtone qui habite tout l'Alaska du Sud-Est. La ville est célèbre actuellement comme centre mondial pour la sculpture des poteaux totem, qui se trouvent partout dans la ville et aussi aux plusieurs autres lieux comme le Saxman Totem Park (au village de Saxman), le Totem Bight State Historical Park et le Totem Heritage Center.
Le roman Sukkwan Island (prix Medicis Etranger 2010) se déroule dans les environs de Ketchikan.

## Personnalités liées à la ville
- Frank Murkowski, homme politique.
- Lisa Murkowski, fille du précédent, femme politique, y est née en 1957.
- Rudy Pankow, acteur.